# Armée polonaise de l'Est
 (décembre 2023).
Si vous disposez d'ouvrages ou d'articles de référence ou si vous connaissez des sites web de qualité traitant du thème abordé ici, merci de compléter l'article en donnant les références utiles à sa vérifiabilité et en les liant à la section « Notes et références ».

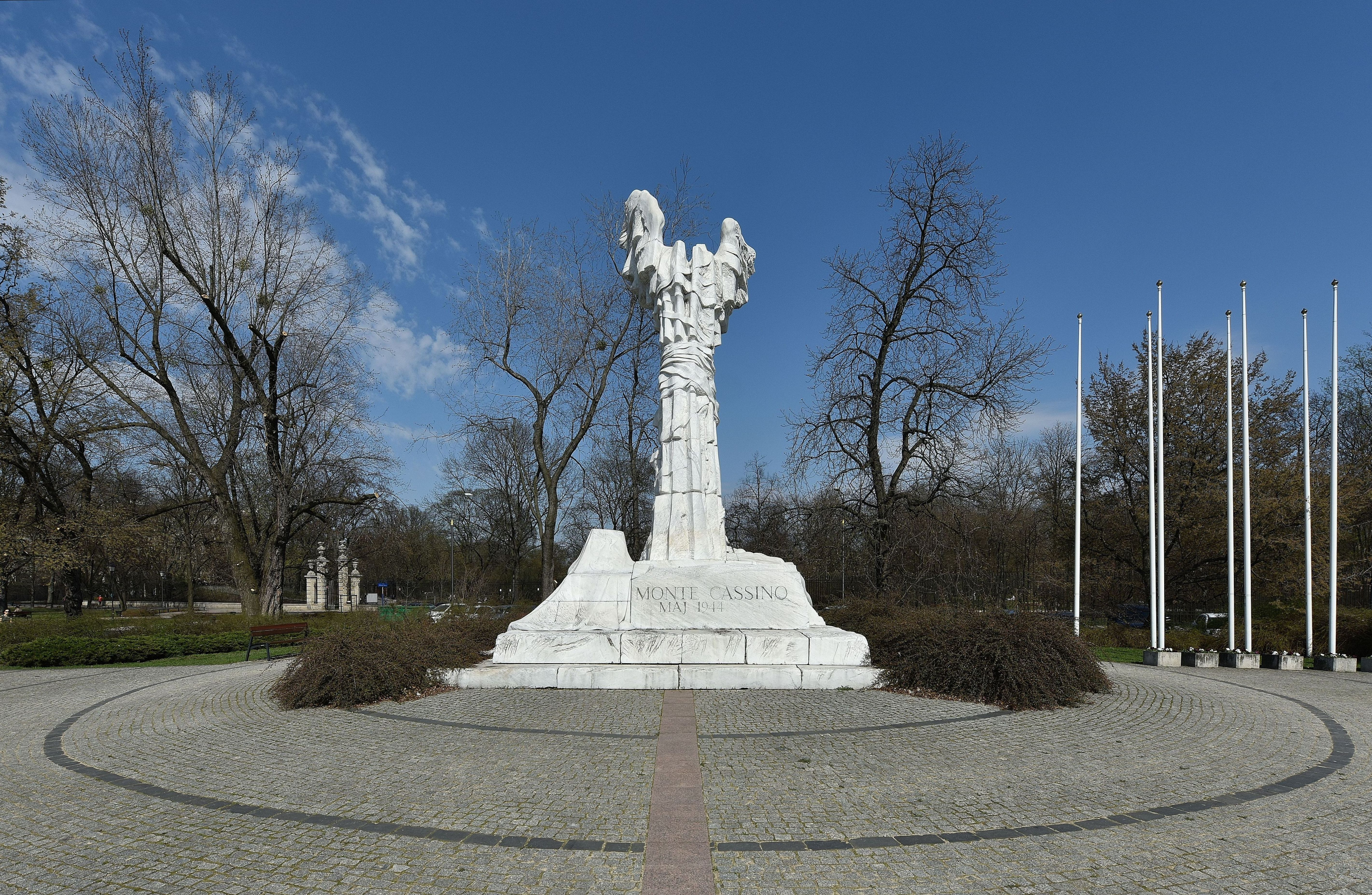
Monument aux combattants polonais de Monte Cassino à Varsovie (inauguré en 1999).

L’Armée polonaise de l'Est (en polonais : Polskie Siły Zbrojne na Wschodzie) a été créée sur l'ordre du commandant en chef de l'armée polonaise, le général Władysław Sikorski, le 12 septembre 1942, en Irak, en Iran et en Palestine, à la suite de la fusion de l'Armée polonaise stationnant au Moyen-Orient avec les forces armées polonaises formée en URSS (Armée d'Anders).
Jusqu'à la fin 1942, c'était l'armée du général Anders, née des accords Sikorski-Maïski du 4 août 1941. Elle fut ensuite autorisée à quitter le territoire soviétique pour rejoindre les Alliés de l'Ouest et devenir le Deuxième corps de l'Armée polonaise de l'Ouest. 
Elle prit part notamment à la bataille de Monte Cassino et à la prise d'Ancône.